# 河南大学国际学院
河南大学国际学院是河南大学的一所中外合作办学高等院校，位于郑东新区龙子湖高校园区东北部。教学园区规划1200亩，初期可容纳1.1万名学生，后期计划容纳2万人。学院分两期建设，2016年进驻第一批学生两三千人，首批学生涉及汽车、物流、艺术等10大类型相关专业。国际学院南大门按1∶1.5的比例复制河大老校区南大门。

## 交通
国际学院附近设有郑州地铁1号线东端终点河南大学新区站。